# Dandigepura, Magadi
Dandigepura là một làng thuộc tehsil Magadi, huyện Ramanagara, bang Karnataka, Ấn Độ.